# World of Our Own
World of Our Own é o terceiro álbum de estúdio da boy band irlandesa Westlife, lançado em 12 de novembro de 2001 pela RCA Records.
Alcançou o número um no Reino Unido e inclui os singles "Queen of My Heart" (que foi um duplo lado-A com "When You're Looking Like That"), "World of Our Own" (que foi um duplo lado-A com "Angel"), "Bop Bop Baby" e o último single do último álbum do grupo, "Uptown Girl". "Evergreen" foi posteriormente regravado por Will Young como single depois que venceu a competição Pop Idol 2002 (um reality show britânico que deu origem ao American Idol). 
O álbum foi 4x Platina no Reino Unido e é atualmente o 14º álbum de boy band mais vendida no Reino Unido . Em janeiro de 2005, o álbum foi relançado em formato box set com o álbum anterior do grupo, Coast to Coast.

## Lista de faixas
| World of Our Own – Edição padrão |                                  |                                                                          |                                       |         |  |
| N.º                              | Título                           | Compositor(es)                                                           | Produtor(es)                          | Duração |  |
| 1.                               | "Queen of My Heart" (Radio Edit) | Steve Mac Wayne Hector John McLaughlin Steve Robson                      | Steve Mac                             | 4:20    |  |
| 2.                               | "Bop Bop Baby"                   | Brian McFadden Shane Filan Graham Murphy Christopher O'Brien             | Mac                                   | 4:23    |  |
| 3.                               | "I Cry"                          | Jörgen Elofsson Per Magnusson David Kreuger                              | David Kreuger Per Magnusson           | 4:12    |  |
| 4.                               | "Why Do I Love You"              | Elofsson Magnusson Kreuger                                               | Kreuger Magnusson                     | 3:40    |  |
| 5.                               | "I Wanna Grow Old with You"      | Nicky Byrne Kian Egan Markus Feehily Filan McFadden                      | Mac                                   | 4:09    |  |
| 6.                               | "Evergreen"                      | Elofsson Magnusson Kreuger                                               | Kreuger Magnusson                     | 4:05    |  |
| 7.                               | "World of Our Own"               | Mac Hector Dennis Morgan Simon Climie                                    | Mac                                   | 3:33    |  |
| 8.                               | "To Be Loved"                    | Mac Hector                                                               | Mac                                   | 3:21    |  |
| 9.                               | "Drive (for All Time)"           | Mac Hector                                                               | Mac                                   | 3:28    |  |
| 10.                              | "If Your Heart's Not in It"      | Steve Kipner Andrew Frampton                                             | Steve Kipner Andrew Frampton          | 4:21    |  |
| 11.                              | "When You Come Around"           | Byrne Egan Richard Stannard Julian Gallagher Ash Howes Martin Harrington | Richard Stannard Julian Gallagher     | 3:42    |  |
| 12.                              | "Don't Say It's Too Late"        | McFadden Filan Andreas "Quiz" Romdhane Josef Larossi                     | Andreas "Quiz" Romdhane Josef Larossi | 4:13    |  |
| 13.                              | "Don't Let Me Go"                | Byrne Egan Gallagher Howes Harrington Stannard Sharon Murphy Dave Morgan | Stannard Gallagher                    | 3:30    |  |
| 14.                              | "Walk Away"                      | Krueger Magnusson Carlsson Pelle Nylén                                   | Krueger Magnusson                     | 4:00    |  |
| 15.                              | "Love Crime"                     | McFadden Filan Romdhane Larossi                                          | Romdhane Larossi                      | 3:18    |  |
| 16.                              | "Imaginary Diva"                 | Egan Byrne Feehily                                                       | Cutfather & Joe                       | 3:41    |  |
| 17.                              | "Angel"                          | Sarah McLachlan                                                          | Mac                                   | 4:24    |  |
| Duração total:                   | Duração total:                   | Duração total:                                                           | Duração total:                        | 66:20   |  |

| World of Our Own – Faixa bônus da reedição europeia |                                                |                                  |                |         |  |
| N.º                                                 | Título                                         | Compositor(es)                   | Produtor(es)   | Duração |  |
| 18.                                                 | "When You're Looking Like That" (Single Remix) | Rami Andreas Carlsson Max Martin | Rami           | 3:52    |  |
| Duração total:                                      | Duração total:                                 | Duração total:                   | Duração total: | 70:12   |  |

| World of Our Own – Faixas bônus da edição japonesa |                      |                                                |                                     |         |  |
| N.º                                                | Título               | Compositor(es)                                 | Produtor(es)                        | Duração |  |
| 18.                                                | "Bad Girls"          | Romdhane Larossi Clyde Lieberman Savan Kotecha | Romdhane Larossi                    | 3:22    |  |
| 19.                                                | "I Promise You That" | Nick Jarl Patric Jonsson Lilli Sjöberg         | Nick Jarl Patric Jonsson Pär Åström | 3:35    |  |
| Duração total:                                     | Duração total:       | Duração total:                                 | Duração total:                      | 73:17   |  |

| World of Our Own – Edição expandida |                                                |                                                                          |                                       |         |  |
| N.º                                 | Título                                         | Compositor(es)                                                           | Produtor(es)                          | Duração |  |
| 1.                                  | "Queen of My Heart" (Radio Edit)               | Steve Mac Wayne Hector John McLaughlin Steve Robson                      | Steve Mac                             | 4:20    |  |
| 2.                                  | "Bop Bop Baby"                                 | Brian McFadden Shane Filan Graham Murphy Christopher O'Brien             | Mac                                   | 4:23    |  |
| 3.                                  | "I Cry"                                        | Jörgen Elofsson Per Magnusson David Kreuger                              | David Kreuger Per Magnusson           | 4:12    |  |
| 4.                                  | "Uptown Girl" (Radio Edit)                     | Billy Joel                                                               | Mac                                   | 3:08    |  |
| 5.                                  | "Why Do I Love You"                            | Elofsson Magnusson Kreuger                                               | Kreuger Magnusson                     | 3:40    |  |
| 6.                                  | "I Wanna Grow Old with You"                    | Nicky Byrne Kian Egan Markus Feehily Filan McFadden                      | Mac                                   | 4:09    |  |
| 7.                                  | "When You're Looking Like That" (Single Remix) | Rami Andreas Carlsson Max Martin                                         | Rami                                  | 3:54    |  |
| 8.                                  | "Evergreen"                                    | Elofsson Magnusson Kreuger                                               | Kreuger Magnusson                     | 4:05    |  |
| 9.                                  | "World of Our Own"                             | Mac Hector Dennis Morgan Simon Climie                                    | Mac                                   | 3:33    |  |
| 10.                                 | "To Be Loved"                                  | Mac Hector                                                               | Mac                                   | 3:21    |  |
| 11.                                 | "Drive (for All Time)"                         | Mac Hector                                                               | Mac                                   | 3:28    |  |
| 12.                                 | "If Your Heart's Not in It"                    | Steve Kipner Andrew Frampton                                             | Steve Kipner Andrew Frampton          | 4:21    |  |
| 13.                                 | "When You Come Around"                         | Byrne Egan Richard Stannard Julian Gallagher Ash Howes Martin Harrington | Richard Stannard Julian Gallagher     | 3:42    |  |
| 14.                                 | "Don't Say It's Too Late"                      | McFadden Filan Andreas "Quiz" Romdhane Josef Larossi                     | Andreas "Quiz" Romdhane Josef Larossi | 4:13    |  |
| 15.                                 | "Don't Let Me Go"                              | Byrne Egan Gallagher Howes Harrington Stannard Sharon Murphy Dave Morgan | Stannard Gallagher                    | 3:30    |  |
| 16.                                 | "Walk Away"                                    | Krueger Magnusson Carlsson Pelle Nylén                                   | Krueger Magnusson                     | 4:00    |  |
| 17.                                 | "Love Crime"                                   | McFadden Filan Romdhane Larossi                                          | Romdhane Larossi                      | 3:18    |  |
| 18.                                 | "Imaginary Diva"                               | Egan Byrne Feehily                                                       | Cutfather & Joe                       | 3:41    |  |
| 19.                                 | "Angel"                                        | Sarah McLachlan                                                          | Mac                                   | 4:24    |  |
| 20.                                 | "Bad Girls" (Faixa escondida)                  | Romdhane Larossi Clyde Lieberman Savan Kotecha                           | Romdhane Larossi                      | 3:22    |  |
| Duração total:                      | Duração total:                                 | Duração total:                                                           | Duração total:                        | 76:44   |  |

| World of Our Own – Videoclipes karaokê do AVCD bônus da edição deluxe asiática |                                                              |                                                              |                         |         |  |
| N.º                                                                            | Título                                                       | Compositor(es)                                               | Diretor(es)             | Duração |  |
| 1.                                                                             | "Format Data" (Não tocável) (Créditos dos Direitos Autorias) |                                                              |                         |         |  |
| 2.                                                                             | "My Love" (Videoclipe karaokê)                               | Jörgen Elofsson Pelle Nylén David Kreuger Per Magnusson      | Robert Brinkmann        | 3:55    |  |
| 3.                                                                             | "Uptown Girl" (Videoclipe karaokê)                           | Billy Joel                                                   | Stuart Gosling          | 3:40    |  |
| 4.                                                                             | "What Makes a Man" (Videoclipe karaokê)                      | Steve Mac Wayne Hector                                       | Gosling                 | 4:02    |  |
| 5.                                                                             | "I Lay My Love on You" (Videoclipe karaokê)                  | Elofsson Magnusson Kreuger                                   | Gosling                 | 3:35    |  |
| 6.                                                                             | "Queen of My Heart" (Videoclipe karaokê)                     | Mac Hector John McLaughlin Steve Robson                      | Max Giwa Dania Pasquini | 4:25    |  |
| 7.                                                                             | "World of Our Own" (Videoclipe karaokê)                      | Mac Hector Dennis Morgan Simon Climie                        | Cameron Casey           | 3:40    |  |
| 8.                                                                             | "Angel" (Videoclipe karaokê)                                 | Sarah McLachlan                                              | Phil Griffin            | 4:32    |  |
| 9.                                                                             | "Bop Bop Baby" (Videoclipe karaokê)                          | Brian McFadden Shane Filan Graham Murphy Christopher O'Brien | Giwa Pasquini           | 4:57    |  |
| 10.                                                                            | "Format Data" (Não tocável) (Créditos dos Direitos Autorias) |                                                              |                         |         |  |
| Duração total:                                                                 | Duração total:                                               | Duração total:                                               | Duração total:          | 32:46   |  |

| World of Our Own – Canções do AVCD bônus da edição deluxe asiática |                                      |                                                |                                     |         |  |
| N.º                                                                | Título                               | Compositor(es)                                 | Produtor(es)                        | Duração |  |
| 11.                                                                | "Bop Bop Baby" (Almighty Radio Edit) | McFadden Filan Murphy O'Brien                  | Mac Almighty                        | 3:55    |  |
| 12.                                                                | "Bad Girls"                          | Romdhane Larossi Clyde Lieberman Savan Kotecha | Romdhane Larossi                    | 3:22    |  |
| 13.                                                                | "I Promise You That"                 | Nick Jarl Patric Jonsson Lilli Sjöberg         | Nick Jarl Patric Jonsson Pär Åström | 3:35    |  |
| 14.                                                                | "My Private Movie"                   | Steve Kipner David Kopatz Jack Kugell          | Cutfather & Joe                     | 4:05    |  |
| 15.                                                                | "Don't Get Me Wrongvc"               | Jake Anders von Hofsten                        | Jake Romdhane Larossi               | 3:43    |  |
| 16.                                                                | "Crying Girl"                        | McFadden Robson                                | Steve Robson                        | 3:42    |  |
| 17.                                                                | "You Don't Know"                     | McFadden Filan Egan Byrne Feehily              | Christopher O'Brien Graham Murphy   | 4:15    |  |
| 18.                                                                | "Reason for Living"                  | McFadden Filan Egan Byrne Feehily              | Mac                                 | 3:50    |  |
| Duração total:                                                     | Duração total:                       | Duração total:                                 | Duração total:                      | 30:27   |  |

## Equipe e colaboradores
Todo o processo de elaboração de World of Our Own (Edição expandida) atribui os seguintes créditos:
Gestão
| - Windswept Music Ltd (London): gravadora proprietária dos direitos autorais fonográficos, das imagens, das notas do encarte e dos logos - Rondor Music Ltd (London): gravadora proprietária dos direitos autorais fonográficos, das imagens, das notas do encarte e dos logos - Universal Music Publishing: gravadora proprietária dos direitos autorais fonográficos, das imagens, das notas do encarte e dos logos - Rokstone Music: gravadora proprietária dos direitos autorais fonográficos, das imagens, das notas do encarte e dos logos - BMG Music Publishing: gravadora proprietária dos direitos autorais fonográficos, das imagens, das notas do encarte e dos logos - Good Ear Music: gravadora proprietária dos direitos autorais fonográficos, das imagens, das notas do encarte e dos logos - Peer Music: gravadora proprietária dos direitos autorais fonográficos, das imagens, das notas do encarte e dos logos - Warner Chappell Music: gravadora proprietária dos direitos autorais fonográficos, das imagens, das notas do encarte e dos logos - Joel Songs: gravadora proprietária dos direitos autorais fonográficos, das imagens, das notas do encarte e dos logos - Zomba: gravadora proprietária dos direitos autorais fonográficos, das imagens, das notas do encarte e dos logos | - Sonic Graffiti: gravadora proprietária dos direitos autorais fonográficos, das imagens, das notas do encarte e dos logos - Sony/ATV Music Publishing Ltd: gravadora proprietária dos direitos autorais fonográficos, das imagens, das notas do encarte e dos logos - Biffco Music Publishing Ltd: gravadora proprietária dos direitos autorais fonográficos, das imagens, das notas do encarte e dos logos - Pop-notch Music: gravadora proprietária dos direitos autorais fonográficos, das imagens, das notas do encarte e dos logos - Phatfly Music: gravadora proprietária dos direitos autorais fonográficos, das imagens, das notas do encarte e dos logos - Sony/ATV Songs LLC Tyde Music (BMI): gravadora proprietária dos direitos autorais fonográficos, das imagens, das notas do encarte e dos logos - Careers - BMG Music Publishing, Inc. (BMI): gravadora proprietária dos direitos autorais fonográficos, das imagens, das notas do encarte e dos logos - Oh Suki Music (BMI): gravadora proprietária dos direitos autorais fonográficos, das imagens, das notas do encarte e dos logos - Clyde Lieberman Music (ASCAP): gravadora proprietária dos direitos autorais fonográficos, das imagens, das notas do encarte e dos logos |

| Locais de gravação - Rokstone Studios (Londres, Inglaterra): 1, 2, 4, 6, 9, 10, 11, 19 - Windmill Lane Studios (Dublin, Irlanda): 1, 2, 6, 9, 10, 11, 12, 14, 17, 18, 19, 20 - Olympic Studios (Londres, Inglaterra): 1, 2, 6, 9, 10, 11, 12, 19 - C&N Studio (Estocolmo, Suécia): 3, 5, 8, 16 - Sveriges Radio Studios (Estocolmo, Suécia): 3, 5, 16 - Cheiron Studios (Estocolmo, Suécia): 7 - Bohus Sound Recording (Gotemburgo, Suécia): 7 - ROAM Studios (Estocolmo, Suécia): 8 - Angel Studios (Londres, Inglaterra): 12 - Biffco Studios (Dublin, Irlanda): 13, 15 - The QuizLarossi Studio (Estocolmo, Suécia): 14, 17, 20 - Polar Studios (Estocolmo, Suécia): 14 - C&J Studio (Copenhague, Dinamarca): 18 | Locais de mixagem - Mono Music Studios (Estocolmo, Suécia): 3, 5, 7, 8, 16 - Rokstone Studios (Londres, Inglaterra): 4 - Strongroom Studios (Londres, Inglaterra): 12 - Biffco Studios (Dublin, Irlanda): 13, 15 - Soundtrade Studios (Estocolmo, Suécia): 14, 17, 20 - White Room (Copenhague, Dinamarca): 18 Locais de masterização - Cutting Room (Estocolmo, Suécia): 7 - 360 Amsterdam (Londres, Inglaterra):1, 2, 3, 4, 5, 6, 8, 9, 10, 11, 12, 13, 14, 15, 16, 17, 18, 19, 20 Encarte - Sandrine Dulermo: fotografia - Root: direção de arte e design |

Vocais
| - Shane Filan: vocais principais, vocais de apoio - Mark Feehily: vocais principais, vocais de apoio - Kian Egan: vocais principais, vocais de apoio - Nicky Byrne: vocais principais, vocais de apoio - Brian McFadden: vocais principais, vocais de apoio - Wayne Hector: vocais de apoio adicionais (1, 6, 9, 10, 11) - Mae McKenna: vocais de apoio adicionais (1, 19) - Samuel Verbi: coro infantil (1) - Victoria Verbi: coro infantil (1) - Henry Verbi: coro infantil (1) - Rachel Holsgrove: coro infantil (1) - Rebekah Holsgrove: coro infantil (1) - Alice Holsgrove: coro infantil (1) - Samuel Udy: coro infantil (1) - Daniel Udy: coro infantil (1) - Lee Raymond: coro infantil (1) - Louise Raymond: coro infantil (1) | - Matthew Taylor: coro infantil (1) - Laura Taylor: coro infantil (1) - Hannah Baptiste: coro infantil (1) - Christopher Baptiste: coro infantil (1) - Anders von Hoffsten: vocais de apoio adicionais (3, 5, 8, 14, 16, 17, 20) - Andy Caine: vocais de apoio adicionais (4, 9, 10) - Max Martin: vocais de apoio adicionais (7) - Andreas Carlsson: vocais de apoio adicionais (7, 16) - One Voice Gospel Choir: coro (8) - The Tuff Session Singers: coro (10), vocais de apoio adicionais (11) - John Stephan: vocais de apoio adicionais (12) - Dave Morgan: vocais de apoio (13, 15) - Richard "Biff" Stannard: vocais de apoio (13, 15) - Sharon Murphy: vocais de apoio (13, 15) - Jeanette Olsson: vocais de apoio adicionais (20) |

Produção
- Steve Mac: produção, arranjo, mixagem (1)
- Chris Laws: engenharia (1), engenharia de Pro Tools (1)
- Matt Howe: engenharia de mixagem (1), gravação (1)
- Daniel Pursey: engenheiro assistente (1)
- Quentin Guiné: engenheiro assistente (1)
- Lee McCutcheon: engenharia de Pro Tools (1)
- Gavin Wright: mestre de cordas (1)
- Kim Chandler: diretor musical (1)
- Dave Arch: arranjo de orquestra (1)

## Histórico de lançamento
| País      | Data                   |
| --------- | ---------------------- |
| Taiwan    | 1º de novembro de 2001 |
| Europa    | 12 de novembro de 2001 |
| Austrália | 3 de dezembro de 2001  |
| Brasil    | Dezembro de 2001       |

## Desempenho nas paradas
| Críticas profissionais | Críticas profissionais |
| Avaliações da crítica  | Avaliações da crítica  |
| Fonte                  | Avaliação              |
| ---------------------- | ---------------------- |
| Blender                | link                   |
| Entertainment.ie       | link                   |

| País          | Posição | Certificação |
| ------------- | ------- | ------------ |
| Irlanda       | 1       |              |
| Áustria       | 1       | Ouro         |
| Suécia        | 1       | Platina      |
| Reino Unido   | 1       | 4× Platina   |
| Dinamarca     | 3       | Platina      |
| Nova Zelândia | 3       | Platina      |
| Noruega       | 7       | Platina      |
| Bélgica       | 8       |              |
| Alemanha      | 8       | Ouro         |
| Itália        | 9       |              |
| Holanda       | 10      | Ouro         |
| Suíça         | 19      | Ouro         |
| Austrália     | 19      |              |
| Japão         | 18      | 18,000+      |
| França        | 141     |              |

Parada de fim de ano
| Parada (2001)         | Posição mais alta |
| --------------------- | ----------------- |
| Irish Albums Chart    | 3                 |
| Parada (2002)         | Posição mais alta |
| Austrian Albums Chart | 40                |

| Precedido por Gold: The Greatest Hits de Steps | Álbuns número um na UK Albums Chart 24 de novembro de 2001 – 30 de novembro de 2001 | Sucedido por Swing When You're Winning de Robbie Williams |